# Liu Hongyu (atleet)
Liu Hongyu (Liaoning, 11 januari 1975), Chinees:  劉 宏宇, is een Chinese voormalige  atlete, die was gespecialiseerd in het snelwandelen. Ze nam eenmaal deel aan de Olympische Spelen, maar won hierbij geen medailles.

## Loopbaan
Op 1 mei 1995 verbeterde Liu in Peking het wereldrecord 20 km snelwandelen tot 1:27.30. In 1998 won ze de 10.000 m snelwandelen bij de Aziatische Spelen en op de wereldkampioenschappen van 1995 werd ze achtste op het onderdeel 10 km snelwandelen. Op de WK van 1997 werd ze vierde op het onderdeel 10.000 m snelwandelen in 43.56,86. 
In 1999 leverde Liu Hongyu de beste prestatie van haar sportieve loopbaan door bij de WK van dat jaar wereldkampioene te worden op het onderdeel 20 km snelwandelen. Op de Olympische Spelen van 2000 en de WK van 2001 werd ze gediskwalificeerd.

## Titels
- Wereldkampioene 20 km snelwandelen 1999

## Persoonlijke records
Baan
| Onderdeel             | Prestatie | Datum           | Plaats   |
| --------------------- | --------- | --------------- | -------- |
| 5000 m snelwandelen   | 22.23,69  | 23 juli 1994    | Lissabon |
| 10.000 m snelwandelen | 42.38,24  | 24 oktober 1995 | Nanjing  |

Weg
| Onderdeel          | Prestatie | Datum            | Plaats           |
| ------------------ | --------- | ---------------- | ---------------- |
| 10 km snelwandelen | 41.45     | 8 mei 1999       | Eisenhüttenstadt |
| 20 km snelwandelen | 1:26.35   | 19 november 2001 | Guangzhou        |

## Palmares

### 5000 m snelwandelen
- 1994: 8e WK U20 - 22.23,69

### 10.000 m snelwandelen
- 1997: 4e WK - 43.56,86
- 1998:  Aziatische Spelen - 43.58,28

### 10 km snelwandelen
- 1993: 18e Wereldbeker - 47.56
- 1993: DSQ WK
- 1995: 8eWK - 42.46
- 1995:  Wereldbeker - 42.49
- 1997: 12e Wereldbeker - 42.57

### 20 km snelwandelen
- 1999:  Wereldbeker - 1:27.32
- 1999:  WK - 1:30.50
- 2000: DSQ OS
- 2001: DSQ WK
- 2001:  Oost-Aziatische Spelen - 1:32.06

1999 Liu Hongyu ·
2001 Olimpiada Ivanova ·
2003 Jelena Nikolajeva ·
2005 Olimpiada Ivanova ·
2007 Olga Kaniskina ·
2009 Olga Kaniskina ·
2011 Olga Kaniskina ·
2013 Liu Hong ·
2015 Liu Hong ·
2017: Yang Jiayu ·
2019: Liu Hong ·
2022: Kimberly García ·
2023: María Pérez